# Billy Yank

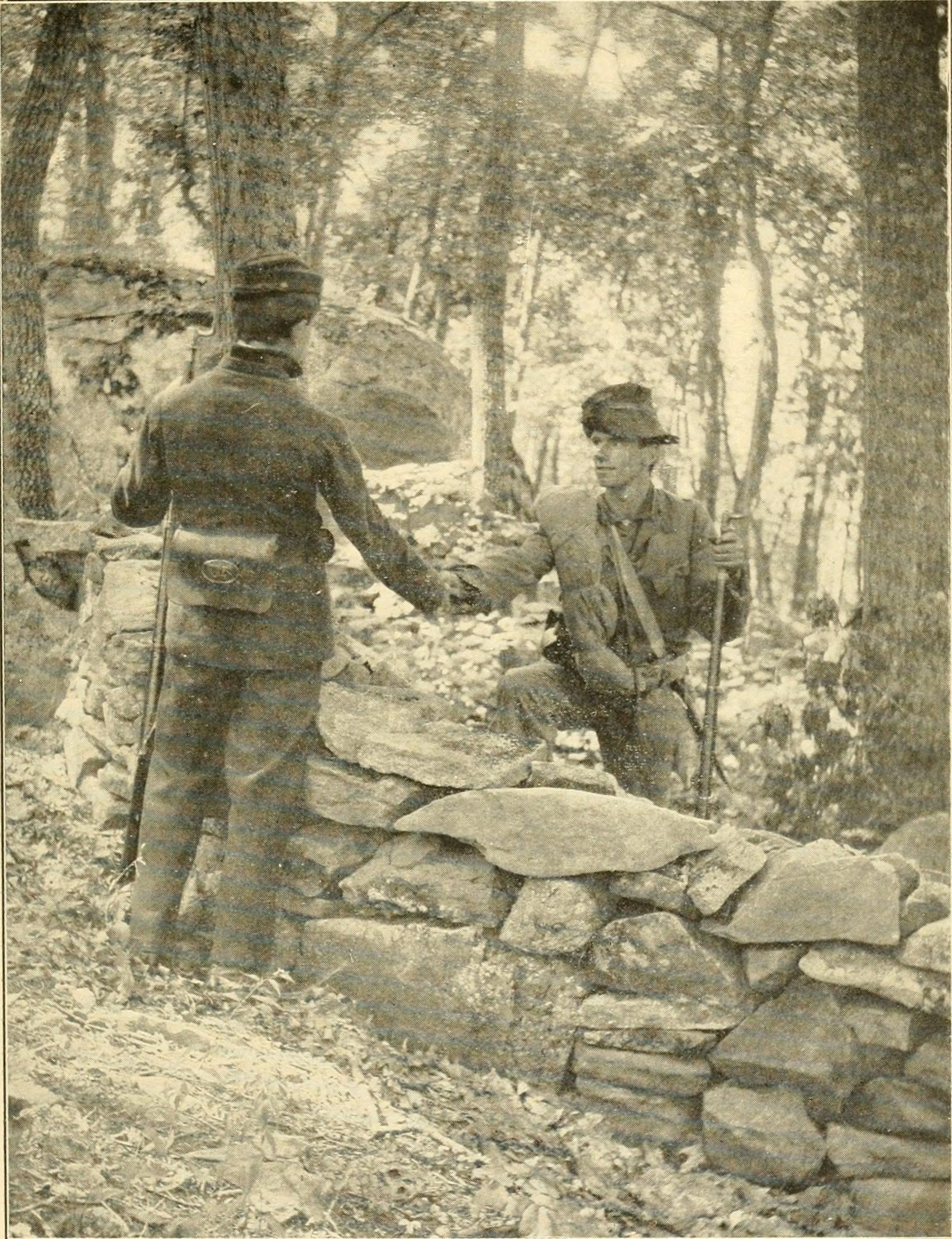
Johnny Reb and Billy Yank (1905)

Billy Yank oder Billy Yankes war die Personifizierung der Nordstaaten, der Union, während des Sezessionskrieges (1861–1865) in den Vereinigten Staaten von Amerika.

## Billy Yank im Sezessionskrieg
Als der amerikanische Bürgerkrieg 1861 begann, spaltete sich das Land in die Konföderierten Staaten von Amerika und in die in der Union gebliebenen Nordstaaten. Billy Yank und Johnny Reb waren die Personifizierungen der Soldaten beider Seiten.
Die Armee der Nordstaaten wurde durch jegliche Altersgruppen repräsentiert. Ungefähr drei Viertel der Nordstaatenarmee waren Amerikaner, überraschenderweise auch viele aus dem Süden. Die größte nichtamerikanische Gruppierung stellten die Deutschen dar. Iren, Kanadier und Briten waren unter anderem auch in der Nordstaatenarmee vertreten.
Viele Soldaten verbrachten ihre Freizeit damit, ihre Lebenssituation während des Krieges zu verbessern. Das wurde vor allem im Winter notwendig, da sie bis zum Frühling nicht an den Fronten kämpfen würden. In dieser Zeit konzentrierten sie sich darauf, komfortable Winterquartiere einzurichten. Die Soldaten versuchten, die Quartiere mit ihren noch verbliebenen persönlichen Dingen aufzubessern. Eine Gruppe von Soldaten, die der irischen Brigade angehörte, baute eine Kirche. Die Kirche hatte einen Kamin und einen Kronleuchter, der aus Blechdosen bestand. In ihrer Freizeit beschäftigten sich die Soldaten mit Würfelspielen und dem Rauchen ihrer Pfeifen. Trunkenheit war für die oft gelangweilten Soldaten im Camp ein Problem. Die Offiziere versuchten ihre Soldaten in dieser Zeit zu beschäftigen, indem sie ihnen zum Beispiel Gottesdienste organisierten. Insgesamt dienten ungefähr 2,5 Millionen Soldaten im Unionsheer, von welchen etwa 400.000 durch Kampfhandlungen oder Krankheiten starben. Etwa 280.000 Soldaten wurden verwundet.

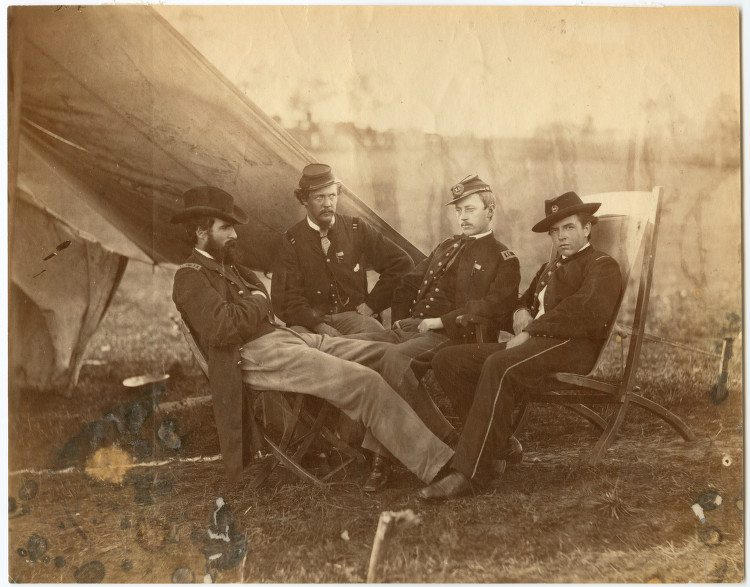
Vier Unionssoldaten während des Sezessionskrieges

## Eigenschaften
Billys Nachname leitet sich von Yankee ab, einer Slang-Bezeichnung für Neu-Engländer. Im Durchschnitt war Billy Yank im ersten Kriegsjahr 25 Jahre alt. Während es in der Confederate States Army um die 100 verschiedene Berufsgruppen gab, gab es in der Armee des Nordens weit über 300 Berufsgruppen.
Billy Yank war generell eher weniger religiös, dafür aber politisch interessierter und intellektueller als seine Gegner im Süden. Billy Yank wurde meistens mit einer Wolluniform, einem leichten Wollmantel, mit vier Knöpfen aus Messing und einer Feldmütze, deren Mützenschirm aus Leder war, dargestellt. Der Großteil der Billy Yanks kam eher aus ländlichen Gebieten und kleinen Städten. Die meisten von ihnen waren Selbstversorger und Jäger, so hatten sie im Krieg gegen den Süden einen großen Vorteil. Billy Yank wird als Patriot beschrieben, jemand, der einen starken Sinn für Pflicht gegenüber dem Vaterland hat.
Die Uniformen der Soldaten der Union waren blau, die der Konföderierten grau.

## Victory, Jewel of the Soul Statue
Die über fünf Meter große Bronze Statue von dem Künstler Rudolph Thiem wurde 1904 in Hamilton, Ohio erbaut. Der Künstler nannte die Statue Victory, Jewel of the Soul, heutzutage repräsentiert die Statue für die Menschen aber Billy Yank. Die Statue repräsentiert einen jungen Soldaten, der wenig Gesichtsbehaarung hat. Die Statue steht rund 30 Meter über dem Boden, auf einer Art Pavillon. Unter der Soldatenstatue beherbergt das Monument eine Kollektion von Kriegswaffen und Schwertern, Unterlagen von Anwohnern aus Butler County, die im Ersten Weltkrieg, Zweiten Weltkrieg, Koreakrieg, Vietnamkrieg und den Golfkriegen von 1990 und 2003 gedient haben.

## Billy Yank Statue in Hackettstown
Die J. W. Fiske & Company wurde nach dem Ende des Bürgerkrieges beauftragt, die fünf Meter hohe Bronzestatue in Hackettstown zu erbauen. Die Statue wurde den Soldaten der Union gewidmet, die während des Bürgerkrieges gekämpft haben. Der Statue zu Ehren gab es bei der Eröffnung eine Parade, Veteranen, Feuerwehrleute und Kinder trugen die amerikanische Flagge.
1926 wurde die Statue unter gerichtlicher Anordnung gestürzt und das Metall verkauft. 1998 gab es eine Kampagne, um die Statue zu ersetzen. Die neue Billy-Yank-Statue wurde 2001 fertiggestellt.

## Calvary Monument

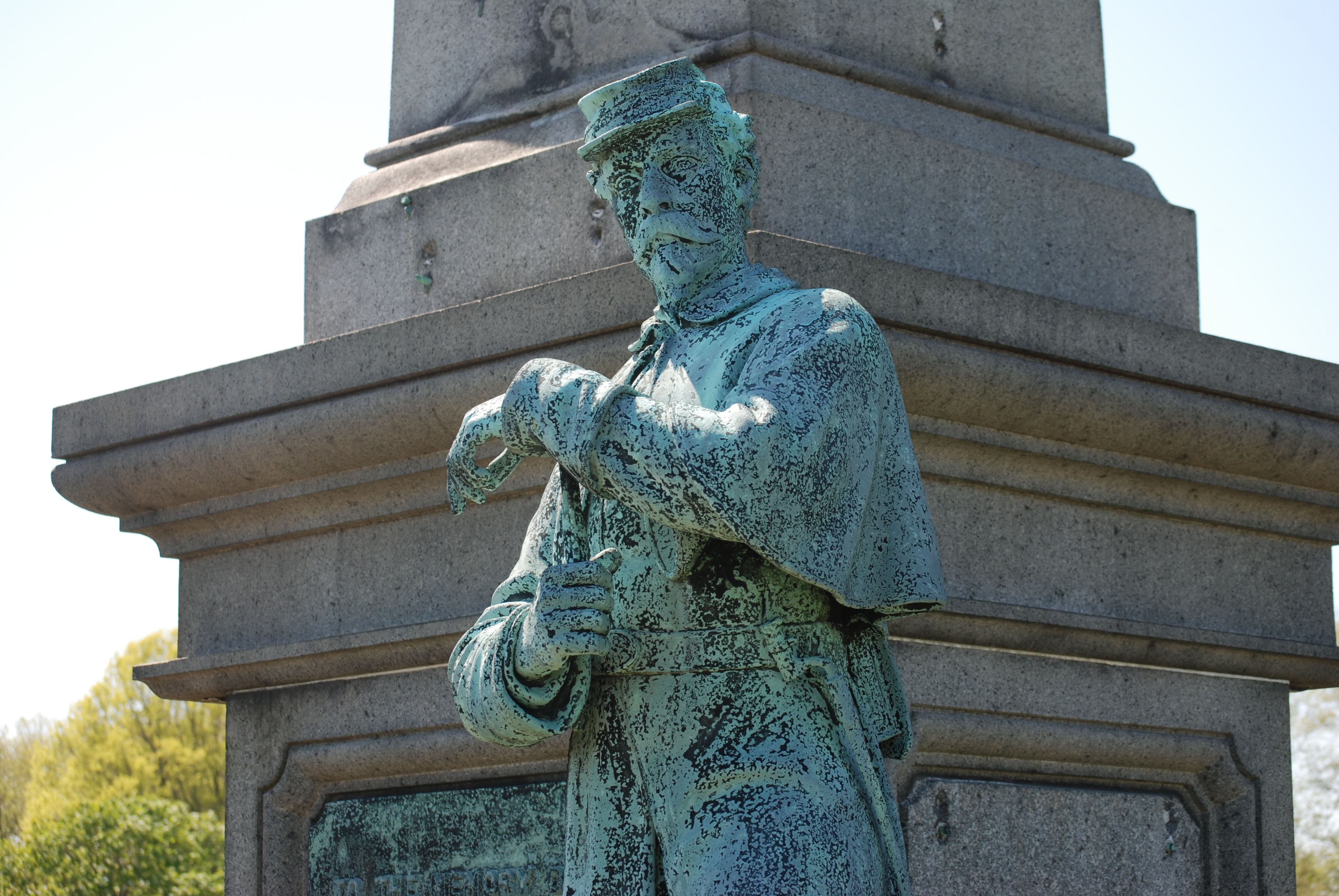
Unionssoldaten-Statue vor dem Calvary Monument

Das Calvary Monument, inmitten des Calvary Friedhofs in Queens, ehrt die gefallenen Soldaten der Union im Sezessionskrieg. Es wurde von der Stadt New York in Auftrag gegeben und im Jahre 1866 errichtet. Das Monument zeigt einen 15 Meter hohen Obelisk aus Granit, verziert mit goldenen Girlanden und Flaggen, mit einer Bronzefigur, die den Frieden repräsentieren soll. Der Künstler, von dem die Idee und Umsetzung stammt, ist Daniel Draddy. Draddy ist bekannt für seine Kirchenaltäre, einschließlich des Coleman-Denkmals in der St. Patrick’s Cathedral in Manhattan. Im Jahre 1929 wurde um das Monument ein neuer Zaun errichtet, und die Bronze- und Granit-Details wurden teilweise ersetzt und restauriert.

## Verwendung in der Kunst und Musik
Im Album Songs of Billy Yank and Johnny Reb von Jimmie Driftwood geht es um Geschichten aus dem amerikanischen Bürgerkrieg. Sie alle sind aus verschiedenen Perspektiven geschrieben, so auch aus der Sichtweise der Sklaven im Süden der USA. Eines der zwölf Lieder des Albums handelt von Billy Yank und Johnny Reb. Frank Giacoia, ein amerikanischer Comicautor, zeichnete von 1956 bis 1959 über Billy Yank und Johnny Reb einen Comic, der immer sonntags erschien.

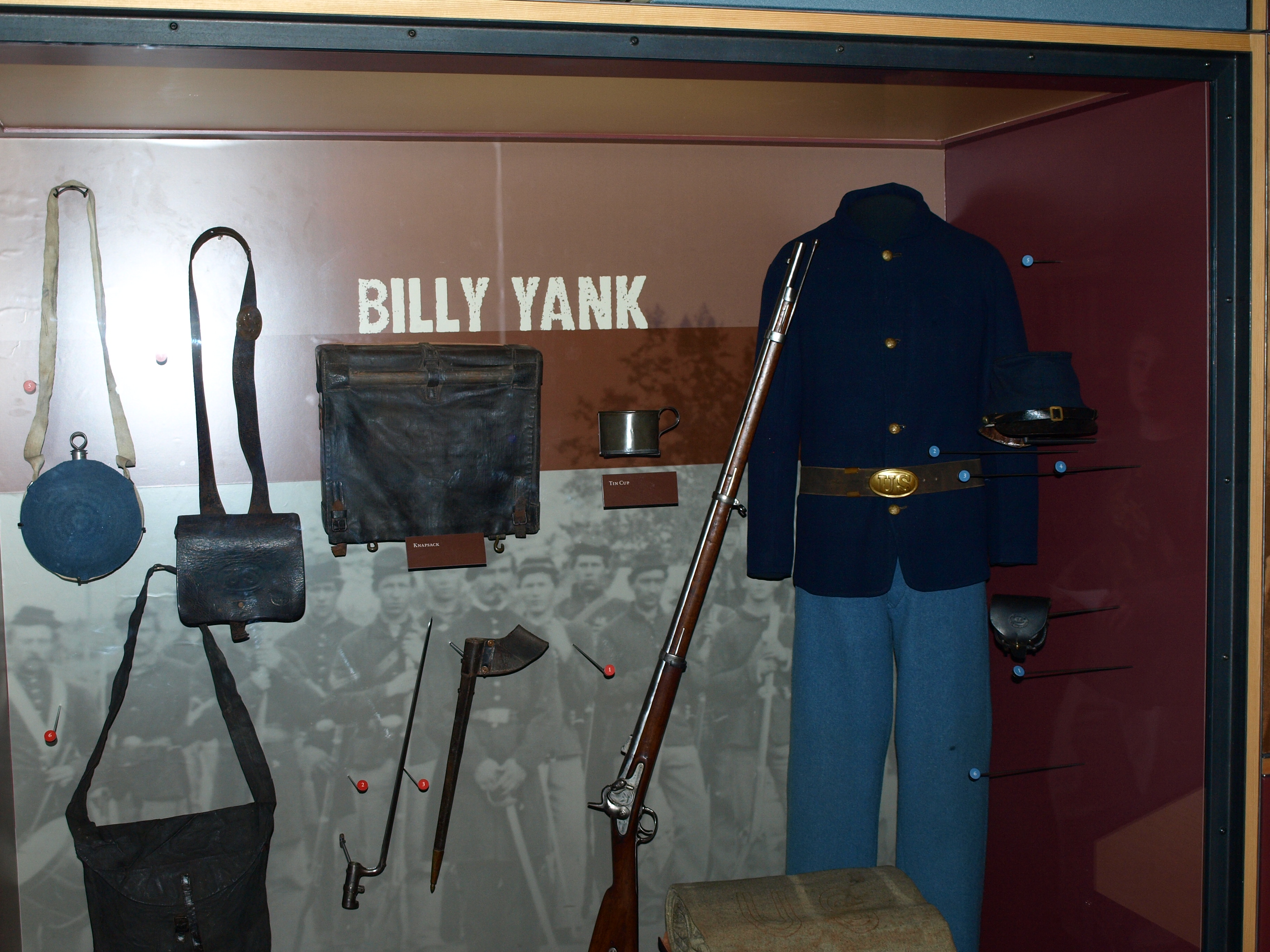
Uniform, Waffen und Ausrüstung eines „Billy Yank“

## Verwendung im Film
Gods and Generals ist ein Historiendrama aus dem Jahr 2003 und wurde nach dem Roman von Jeff Shaara realisiert. Das Drama ist ein Prequel zu dem Kriegsfilm Gettysburg aus dem Jahr 1993. Eine bekannte Stelle im Film ist, als Billy Yank und Johnny Reb Weihnachtsgeschenke am Fluss austauschen.